# Венский Лес
Ве́нский Лес (нем. Wienerwald, бав. Weanawoid) — отрог Восточных Альп. Расположен в окрестностях Вены. Ограничен с одной стороны долиной Дуная и виноградниками, а с другой — курортным районом Бадена и Бад-Фёслау. Высота — до 893 м (гора Шёпфль).

## География
Дубовые и буковые леса — Венский Лес включает в себя 1250 км² лесистой местности (от Тульнского бассейна на севере, Трайзена, притока Дуная, — на западе, притоков Гёльзена и Тристинга — на юге и Венского бассейна — на востоке). С 2005 года 1050 км² Венского Леса, расположенных на территории Вены и Нижней Австрии, входят во всемирную сеть биосферных резерватов ЮНЕСКО.
Венский Лес ещё называют «зелёными лёгкими» Вены. Сегодняшние флора и фауна Венского Леса — результат геологического, климатического, экологического и исторического развития, складывающегося миллионы лет. Первое известное название этой местности — кельтское «mons Cetius» — переводится как «горный лес», по-немецки — «Bergwald». Позже её стали называть Санкт-Пёльтенским Лесом, исходя из того, что Санкт-Пёльтен был первой общиной в этих местах. Потом пальма первенства перешла к Тульну, и местность стала известна как «Тульнский Лес». Название же, которым пользуются сейчас, появилось тысячу лет назад. Является популярным местом отдыха у жителей Вены.

## История
В античной географии хребет известен как Цетийские горы (Цетий, лат. Mons Cetius, др.-греч. Κέτιον ὄρος). С названием гор связано название римского поселения Цетий (ныне — Санкт-Пёльтен), получившего городское право в правление Клавдия. Цетийские горы на западе отделяли римскую провинцию Паннонию от Норика. Также известны как Цетийские Альпы.
Венский Лес был заселён с VIII века. Под давлением авар славянское население расположилось здесь после Великого переселения народов, что стало причиной появления таких названий деревень, как Дёблинг, Лизинг, Габлиц. Венский Лес являлся местом княжеской охоты, но начиная с XVI столетия активно развивалось и лесное хозяйство. В 1840 году промышленное использование позволило увеличить размер поселений. В 1870 году был выдвинут план по очистке большей части леса, вызвавший широкий общественный резонанс и последующее активное ему сопротивление, где одну из важнейших ролей сыграл Йозеф Шёффель; в том же году правители Вены, Нижней Австрии и Бургенланда подписали декларацию о защите природы в регионе.